# Отсчёт убийств
«Отсчёт убийств» (англ. Murder by Numbers) — фильм 2002 года режиссёра Барбе Шрёдера. Частично основан на нашумевшем деле Леопольда и Лёба.

## Сюжет
В лесной канаве курортного калифорнийского городка Сан-Бенито найден труп девушки. Вести следствие поручают опытному детективу из отдела по расследованию убийств Кэсси Мэйуэзер и её новому напарнику Сэму Кеннеди. Кэсси уходит в расследование с головой. Она тщательно собирает всевозможные улики и на их основе составляет приблизительный портрет убийцы. Сэм умен и энергичен. Но найти убийцу не так просто.

## В ролях
| Актёр         | Роль             |
| ------------- | ---------------- |
| Сандра Буллок | Кэсси Мэйвезер   |
| Бен Чаплин    | Сэм Кеннеди      |
| Райан Гослинг | Ричард Хэйвуд    |
| Майкл Питт    | Джастин Пендлтон |
| Агнес Брукнер | Лиза Майлс       |
| Крис Пенн     | Рэй Фэзерс       |
| Том Верика    | Эл Свэнсон       |

## Восприятие
На сайте Rotten Tomatoes фильм имеет рейтинг 31 % основанный на 128 отзывах, со средней оценкой 5,30/10. На Metacritic средневзвешенная оценка составляет 50 из 100 на основе 35 рецензий.